# Franz Blei
Franz Blei (18. ledna 1871 Vídeň, Rakousko-Uhersko – 10. června 1942 Westburry, New York, USA) byl rakouský spisovatel, překladatel, vydavatel a také se zabýval literární kritikou. Jeho hlavním dílem je Das große Bestiarium der deutschen Literatur (Velký bestiář německé literatury), v němž představil současné spisovatele formou zvířecí alegorie. Z překladů Franze Bleie jsou nejvíce ceněny pohádky Oscara Wilda a román Nebezpečné známosti od Choderlose de Laclose.

## Život

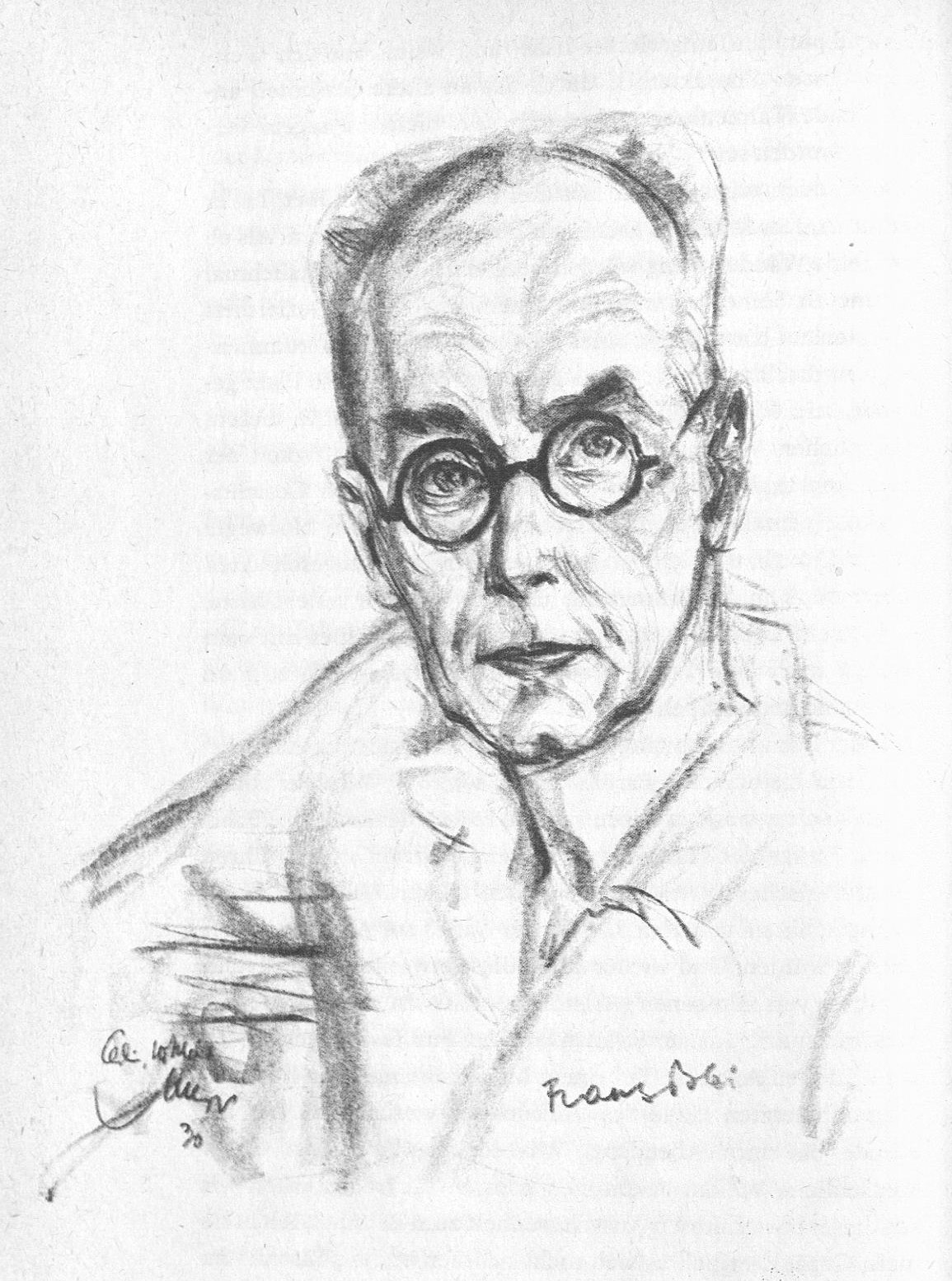
Emil Stumpp Franz Blei 1930.

Franz Blei byl syn dobře situovaného obuvníka. Navštěvoval církevní gymnázium v Melku. Poté studoval ve Vídni, Curychu, Ženevě a Bernu, kde roku 1895 promoval s dizertační prací o dialozích italského ekonoma, diplomata a spisovatele Fernanda Gallianiho a získal doktorát z národohospodářství. Od roku 1900 působil jako redaktor v časopisu Die Insel, který roku 1899 založil Otto Julius Bierbaum s pomocí dvou sponzorů. Patřil do okruhu Victora Adlera, s nímž se spřátelil.
Známým se Blei stal především jako esejista (Prinz Hypolit und andere Essays, Insel-Verlag, Lipsko 1903 a další), ale také jako vydavatel časopisů s erotickými texty (např. časopisy Der Amethyst, 1905, a Die Opale, 1907, nebo sbírka erotické barokní literatury Das Lustwäldchen), případně filozofických esejí o pornografii. V jeho časopise – Hyperion (1908–1910 v nakladatelství Hans von Weber, Mnichov) – debutoval Franz Kafka. Blei překládal Charlese Baudelaira, Paula Claudela, Choderlose de Laclose, Marcela Schwoba, André Gideho, Nathaniela Hawthorna, Edgara Alana Poeho a Oscara Wilda. Kromě jiného zveřejnil jako vydavatel také díla Roberta Walsera Pro Roberta Musila, který byl jeho celoživotním přítelem, vydal tituly Der Lose Vogel (Lipsko 1912/13) a Summa (1917). Když v říjnu roku 1915 získal Carl Sternheim Fontanovu cenu, na návrh Franze Bleie dostává obnos s ní spojený Franz Kafka. Ve dvacátých letech byl Blei důležitým přispěvatelem do kulturního časopisu Der Querschnitt.
Jeho nejznámějším dílem jakožto spisovatele a kritika je Das große Bestiarium der deutschen Literatur (Velký bestiář německé literatury) (poprvé vydaný roku 1920 v Mnichově, od roku 1922 v nakladatelství Rowohlt Verlag). V něm popsal Blei ironicky všechny důležité autory v abecedním pořadí jako více či méně exotická zvířata. V pozdějších vydáních byl Bleiův „Bestiář“ rozšiřován, například o příspěvky o Robertu Musilovi a Hermannu Brochovi, jejichž jména byla v předmluvě zmíněna jen zašifrovaná. Několik jeho dramat nebo překladů dramat bylo také zhudebněno, mezi nimi Das Nusch-Nuschi roku 1920 Paulem Hindemithem a překlad dramatu Král Kandaules od André Gida zhudebnil Alexander Zemlinsky. Franz Blei používal četné pseudonymy, jako například Medardus a Doktor Peregrinus Steinhövel. Blei působil navíc podle Wilhelma Filly také jako hostující přednášející literatury na vídeňských vysokých školách.
Franz Blei žil v Mnichově, Berlíně a Vídni, poté roku 1932 z finančních a politických důvodů emigroval do Cala Ratjada (Mallorca). Po volbě Adolfa Hitlera říšským kancléřem v lednu 1933 došlo v březnu 1933 k pálení knih, které zorganizoval nacistický režim. Také Bleiovy knihy se dostaly na seznam zakázaných autorů a byly vyřazeny z veřejných knihoven. Vypuknutím občanské války ve Španělsku v létě 1936 začalo Bleiovo putování po evropských metropolích. Cestoval či spíše prchal přes Vídeň, Florencii, Luccu, Cagnes-sur-Mer a Marseille do Lisabonu, aby nakonec emigroval do New Yorku.
Jeho manželkou byla zubní lékařka Maria Franziska Lehmann (* 2. ledna 1867 v Offenburgu; † 8. listopadu 1943 v Gengenbachu). Jejich děti, herečka Maria Eva Sibylla Blei (* 22. března 1897 v Curychu; † 14. března 1962 v Costa da Caparica/Portugalsko) a syn Peter Maria (* 17. června 1905 v Mnichově; † 18. července 1959 ve Wädenswilu/Švýcarsko), zemřely bez potomků. Manželství Bleiových nebylo nikdy rozvedeno, i když se partneři brzy po narození prvního dítěte vydali různými cestami.
Franz Blei byl bibliofil a roku 1907 se podílel na založení Společnosti mnichovských bibliofilů (1908–1913). Jako první přeložil do němčiny „Philobiblon“ středověkého anglického bibliofila Richarda de Bury.
V roce 1959 byla po Bleiovi pojmenována ulice ve vídeňském městském obvodu Favoriten.

## Zobrazení Franze Bleie ve výtvarném umění
- Emil Stumpp vytvořil v roce 1930 portrét Franze Bleie

- Egon Schiele zobrazil Franze Bleie na několika grafikách a kresbách, například „Portrét spisovatele Franze Bleie“ (křída, 1918; Muzeum města Vídně)

## Dílo (výběr)
- Die Puderquaste . Ein Damen-Brevier. Aus den Papieren des Prinzen Hippolyt. Verlag Hans von Weber, Mnichov, 1908, (česky Pudrovadlo, Dámský brevíř, Z papírů prince Hyppolyta, František Adámek, Moderní bibliotéka, osmý ročník, první vydání 1909, předmluvu pro první vydání Moderní bibliotéky napsal Rudolf Kurtz, do češtiny přeložil Jarmil Krecar)
- Vermischte Schriften 6 Bände (Různé spisy), 6 svazků. Georg Müller, Mnichov 1911
- Der Knabe Ganymed. Moralische Erzählungen, 1923
- Das große Bestiarium der Literatur (Velký bestiář literatury), 1923
- Frauen und Abenteurer, 1927
- Glanz und Elend berühmter Frauen (Lesk a bída slavných žen), 1927
- Himmlische und irdische Liebe in Frauenschicksalen (Láska nebeská a pozemská), 1928
- Lehrbuch der Liebe und Ehe, 1928
- Ungewöhnliche Menschen und Schicksale, 1929
- Zu Detektiv-Romanen, krátký příspěvek v Frank Heller: Marco Polos Millionen. Psychoanalytischer Detektiv-Roman. (= Die Roman-Rundschau, 6). Der Strom-Verlag, Wien 1929[9]
- Erzählung eines Lebens, 1930 (autobiografie; nové vydání Paul Zsolnay, doslov Ursula Pia Jauch, Vídeň 2004
- Männer und Masken (Mužové a masky), 1930
- Die göttliche Garbo – s doslovem od Grety Garbo], 1930
- Die Lust der Kreatur, 1931
- Talleyrand oder der Zynismus, 1932
- Zeitgenössische Bildnisse, 1940
- Franz Blei: Dopisy Carle Schmittové 1917-1933. Ve spolupráci s Wilhelmem Kühlmannem, vydáno a opatřeno vysvětlivkami Angelou Reinthalovou Manutius, Heidelberg 1995.
- Franz Blei – André Gide. korespondence (1904-1933), 1997

### Česká vydání
- Franz Blei – Vášně a osudy: výbor z knih Mužové a masky, Láska nebeská a pozemská, Neobyčejní lidé a osudy, Lesk a bída slavných žen, překladatel do češtiny a dedikátor Otakar Auředníček, dedikant Jiří Karásek ze Lvovic , Jos. R. Vilímek, Praha 1932
- Franz Blei – Kronikáři lásky, do češtiny přeložil Jarmil Krecar

### Libreta
- Die tiefe Beschauung; opera; hudba (~1914): Friedrich Hollaender
- Es waren einmal zwei Geschwister; pohádková hra; hudba: Friedrich Hollaender (premiéra Berlín, 1915)
- Das Nusch-Nuschi; opera o jednom dějství; hudba: Paul Hindemith, 1921

### Překlady (výběr)
- William Beckford: Vathek. spolu s Robertem Pichtem. Insel, Frankfurt 1964
- Jacques Cazotte: Biondetta, E. Hoffman, 1961
- Paul Claudel: Die Musen, Kurt Wolff Verlag, Lipsko 1917
- Paul Claudel: Der Tausch, Hans von Weber, Mnichov 1910
- André Gide: Der schlechtgefesselte Prometheus (Prometheus špatně připoutaný), spolu s Pierrem Bonnardem, nakladatelství Hyperion Hans von Weber, Mnichov 1909
- Nathaniel Hawthorne: Šarlatové písmeno, dtv, Mnichov 2004
- Nathaniel Hawthorne: Der Garten des Bösen, Maschler, Berlin
- Nathaniel Hawthorne: Ein tragischer Sommer. Müller, Potsdam 1922
- Nathaniel Hawthorne: Ein Mann namens Wakefield und andere Erzählungen, spolu s Hansem Henneckem, Müller & Kiepenheuer, Berlín 1949
- Pierre-Ambroise-François Choderlos de Laclos: Nebezpečné známosti, nakladatelství Hyperion Hans von Weber, Mnichov 1909
- Jules Laforgue: Pierrot, der Spassvogel (Čtverák Pierrot). Frankfurt nad Mohanem, Insel Verlag 1965 (Insel Bücherei 850).
- Paul Scarron: Komediantský román, Georg Müller, Mnichov 1908
- Marcel Schwob: Das Buch Monelle (Kniha o Monelle), Insel Verlag, Lipsko 1983 (Insel-Bücherei 681/2)
- André Suarès: Die Fahrten des Condottiere. Eine italienische Reise (Kondotierova cesta do Itálie), Kurt Wolff Verlag 1914
- André Suarès: Dostojevský, Kurt Wolff Verlag 1921
- Walt Whitman: Hymnen für die Erde, Insel Verlag, Lipsko 1914 (Insel-Bücherei 123/1)
- Oscar Wilde: Die Erzählungen und Märchen (Povídky a pohádky), spolu s Felixem Paulem Grevem. Insel Verlag, Frankfurt nad Mohanem 1986
- Oscar Wilde: Das Gespenst von Canterville (Strašidlo cantervillské), Insel Verlag, Leipzig 1926 (Insel-Bücherei 390)
- Oscar Wilde: Bunbury (Jak je důležité míti Filipa), Reclam-Verlag, Stuttgart 1965 (RUB Stuttgart 8498).
- Oscar Wilde: Der glückliche Prinz und andere Erzählungen (Šťastný princ a jiné pohádky), Insel Verlag, Lipsko1931 (Insel-Bücherei 413).
- Oscar Wilde: Lehren und Sprüche, Insel Verlag, Leipzig 1913 (Insel-Bücherei 53/1 und 781)